# موگودین

موگودین شهری در شهرستان کونگوسی در استان بام در بورکینافاسوی شمالی است و جمعیت آن ۱۱۴۱ نفر است.